# 拟鼻花马先蒿拟鼻花亚种
拟鼻花马先蒿拟鼻花亚种（学名：Pedicularis rhinanthoides sp. Rhinanthoides）为玄参科马先蒿属下的一个亚种。

## 扩展阅读
- 維基物種上的相關：拟鼻花马先蒿拟鼻花亚种